# Mali suci
Mali suci, hrvatski mjuzikl. Prvi je hrvatski mjuzikl kršćanske inspiracije. Autori su Krešimir Tičić koji je režirao i napisao scenarij te Mario Nardelli koji je napisao glazbu i aranžmane. Mali suci su bezvremenska realistična priča u kojoj djeca u badnjoj noći pomiruju dvije nepomirljive obitelji Dobrić i Snobić pri čemu se kritizirao kršćanski konformizam. Premijera je bila 23. prosinca 1973. godine u dvorani crkve Majke Božje Lurdske u Zagrebu. Tičić je predlagao orkestraciju za električni sastav. Nardelli je htio sâm napraviti orkestraciju za električni sastav. Odlučili su da ipak sve bude znatno mirnije i tiše te je glazba na premijeri izvedena uz akustični sastav: klavir, dvije klasične gitare i violina. Dirigirao je Mario Nardelli. Tičić je bio redatelj i scenograf na premijeri. Uredio je realističnu scenografiju. Nova izvedba bila je 1976. u zagrebačkom dominikanskom samostanu. Glumačka postava bila je drukčija. Aranžmane se napravilo po izvornoj zamisli za električni sastav: orgulje, bas i ritam gitara, flauta i bubnjeve. Aranžmane je napisao Mario Nardelli, koji je dirigirao. Tičić je bio redatelj i scenograf. Scenografija je ostvarena u apstraktnoj likovnoj formi i igrom boja.